# Soberanismo
Soberanismo (do francês: souverainisme; significando "ideologia da soberania") é a noção de ter controle sobre as próprias condições de existência, seja no nível pessoal, do grupo social, da região, da nação ou do globo. É tipicamente usado para descrever a aquisição ou preservação da independência política de uma nação ou região, visando "tomar de volta o controle" de poderosas forças indesejadas, como um todo ou contra grupos minoritários subversivos internos (étnicos, sexuais ou de gênero), ou ou de instituições externas de governança global, federalismo e sindicatos supranacionais. Geralmente tende ao isolacionismo e pode ser associado a certos movimentos de independência, ou mesmo usado para justificar a violação da independência de outras nações.